# Jan Trampota

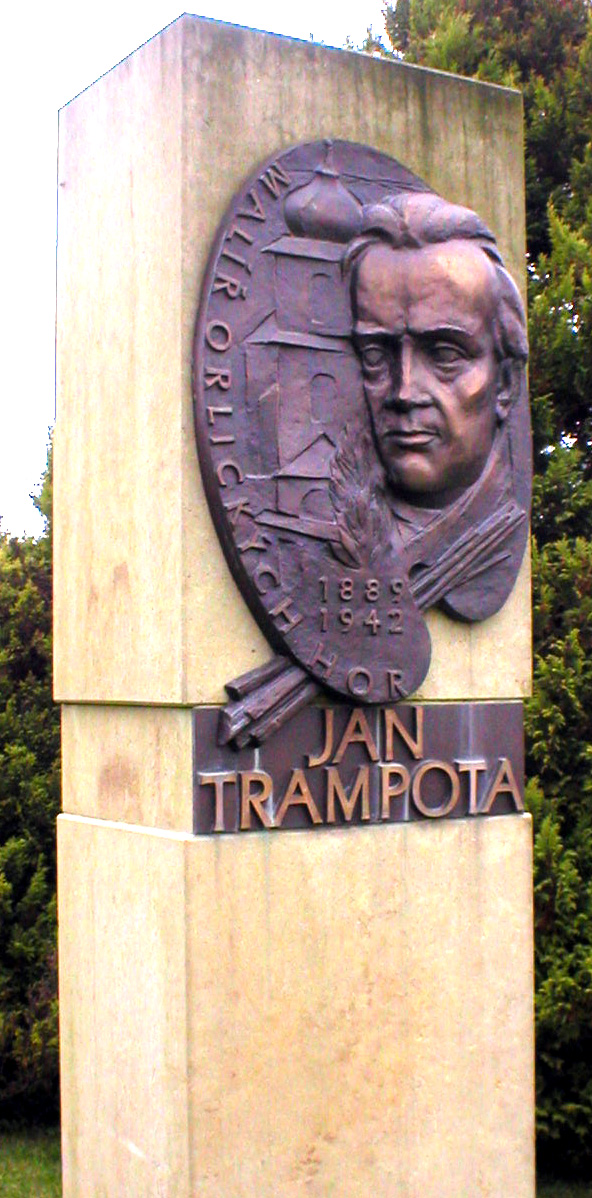
Pamětní deska Jana Trampoty v Pěčíně

Jan Trampota (21. května 1889 Žižkov – 19. října 1942 Poděbrady) byl jedním z hlavních představitelů české krajinomalby a českého moderního výtvarného umění.

## Život
Jan Trampota se narodil 21. května 1889 na Žižkově. Pocházel z chudobných poměrů jako jedno z pěti dětí Jana a Vendelíny Trampotových. Rodiče jej nejdříve nechali vyučit zahradníkem. V roce 1910 se celá jeho rodina kromě Jana odstěhovala do Ameriky.
V letech 1907–1909 studoval na Umělecko-průmyslové škole u prof. Emanuela Dítěte a večerní akt u prof. Jana Preislera.
Roku 1913 byl přijat do SVU Mánes a od té doby se účastnil spolkových výstav a také výstav v cizině. V letech 1913–14 byl žákem soukromé školy Vincence Beneše a Otakara Nejedlého.
V roce 1915 pobyl v Nové Vsi u Chotěboře na pozvání paní Jarmily Šťastné-Mixové (sestry Terezy Dubrovské) společně se svým celoživotním kamarádem sochařem Josefem Kubíčkem a Otakarem Nejedlým, který kontakt zprostředkoval. Bylo to krátké a šťastné plodné období malířských zkušeností s trvale oblíbenými náměty parků, stromů a pohledů do kraje, zpravidla výrazu expresivního nebo kubizujícího.
Na podzim 1916 odešel na frontu I. sv. války k dělostřeleckému pluku, prošel postupně Salcburk, Bergheim, Novo Ledo, Fondo a Mole.
V dubnu 1919 měl první soubornou výstavu společně se sochařem Josefem Kubíčkem v pražské Weinertově umělecké a aukční síni.
V roce 1919 maloval na Slovensku. V letech 1919–1920 dlel a maloval v Nových Hradech u Vysokého Mýta jako host Josefa Kubíčka. V letech 1920 a 1921 žil v pražských Dejvicích.
V roce 1921 se oženil s Albertinou Venclovou, narodil se mu syn Vratislav. Ve stejném roce žil s rodinou na pozvání Josefa Kubíčka ve Slatině nad Zdobnicí.
V roce 1922 podnikl zájezd na Slovensko a do Uherského Hradiště.
Od roku 1923 usídlil se trvale v Pěčíně. Krajina v okolí Slatiny nad Zdobnicí a potom stráně a masivy stromů, podhorské chalupy pod korunami jasanů a lip, olší buků a jabloni v Pěčíně se staly pro umělce zemí zaslíbenou.
V r. 1927 měl druhou soubornou výstavu v Mánesu, později v Hradci Králové a následně v Bernu (Kunsthalle).
V roce 1928 končí první pěčínské období, což bylo spojeno se smrtí jeho manželky v Praze. Doléhá na něj drtivé osamocení. Ukončené období se současně stalo i vrcholem autorovy tvorby s jeho rozměrnými monumentálními krajinami ztvárněnými s dokonalým zvládnutím výtvarné techniky.
V roce 1930 pobyl společně s malířem Rudolfem Kremličkou ve Francii a oblíbil si normandský Étretat. V květnu a červnu 1931 na výstavě v Mánesu prezentuje výběr obrazů z Normandie. Kritikou pražského prostředí nebyly však pochopeny.
V roce 1931 se vrací se zpět do Pěčína a začíná tak druhé pečínské období, které končí až jeho smrtí.
V roce 1939 začala kritická fáze malířovy srdeční choroby. Z tohoto důvodu je řada nedokončených obrazů. V roce 1942 byl hospitalizován v Hradci Králové, léčil se v sanatoriu v Poděbradech, kde zemřel 19. října 1942. Posmrtnou výstavu mu SVU Mánes uspořádal v roce 1943.

## Dílo
Dílo Jana Trampoty je zpravidla spojováno s jeho vrcholnou krajinářskou tvorbou. Za pozornost stojí však i jeho raná tvorba portrétní a figurální, která se nese v duchu expresionisticko kubistickém podobně jako u o něco starších představitelů Osmy (např. V křesle a Portrét ženy). J. Trampota od počátku patřil k mladým umělcům nové generace, kteří se zabývali teoretickými otázkami tvorby a bojovali o nové umělecké vyjádření.
V letech 1919–1920 dlel a maloval v Nových Hradech u Vysokého Mýta jako host Josefa Kubíčka. Vybíral si prosté a jednoduché náměty a dával rozsvítit barevným tónům ve větších plochách. Začínal malovat barevným pastelem. Otevřel si cestu k přirozené kráse bez náladovosti a bez světelných ilusí barevné hry.
Tento přístup plně rozvinul po r. 1923, kdy začíná je dlouhodobý pobyt v Pečíně. Barvu spojil s tvarem, nechal se unášet harmonií přírodního řádu, hledal a objevil v něm kompozici české krajiny (konkrétně Orlických hor). V této době se dotvářela jeho výtvarná osobnost. Vrcholná tvorba J. Trampoty spadá do období moderního francouzského neoklasicismu (zejména André Derain), avšak forma a obsah jeho obrazů (např. Slatinské údolí a Jasan od Petrů) jsou osobitější ve srovnání s dalšími „mánesáky“, např. Oldřichem Koníčkem nebo Alfrédem Justitzem. V jeho díle však zaznívá i expresivnější pojetí zřejmě inspirované O. Frieszem (např. Měsíčná noc).
V roce 1930 maloval společně s malířem Rudolfem Kremličkou ve Francii, kde si oblíbil normandský Étretat. Jeho práce na pobřeží Normandie a hluboké zážitky ze setkání s uměleckými díly ve francouzských galeriích v něm posílily vědomí správnosti nastoupené cesty. Divukrásná přímořská příroda byla pro něho objevným zážitkem. Současně byla ale i zkouškou, že dovede zvládnout novou přírodní skutečnost v její působivosti. Jeho obrazy a studie pobřežní krajiny a borovicových alejí představují uzavřený cyklus, v němž autor zůstal nadále věren sám sobě. Staly se nedílnou součástí jeho tvůrčí osobitosti. Je zajímavostí, že expresivnější formu jeho normandských pobřeží (např. Stříbrné pobřeží u Étretatu) předznamenává již raný obraz Strž (1908). Některé obrazy z tohoto výtvarného období mohou mít i pozdější dataci (1931 až 1932).
V roce 1931 začalo druhé pěčínské období. S obrovským vypětím koncipoval nové a nové obrazy z Pěčína a z Orlických hor. Se sebevědomím zvládnuté formy vytvářel obraz české krajiny, který je ojedinělým výsledkem tvůrčího úsilí (např. Zima v Pěčíně z r. 1936). Dle J. Hlušičky „lze zaznamenat sklon k výrazovému oproštění“. Naplněn touhou po harmonii přírodního celku stavěl ve tvarech i plastickém působeni barev rozměrné obrazy, z nichž mnohé zůstaly nedokončeny jenom proto, že se podle umělcova soudu nezdařily třeba jen v maličkých detailech.

## Souborné výstavy
- 1919 Praha, Weinertova síň (společně Josefem Kubíčkem)
- 1927 Praha, Síň Mánesa
- 1927 Hradec Králové, Městské průmyslové muzeum
- 1927 Bern, Kunsthalle
- 1931 Praha, Síň Mánesa
- 1943 Praha, Síň Mánesa (Posmrtná výstava Jana Trampoty)

## Galerie

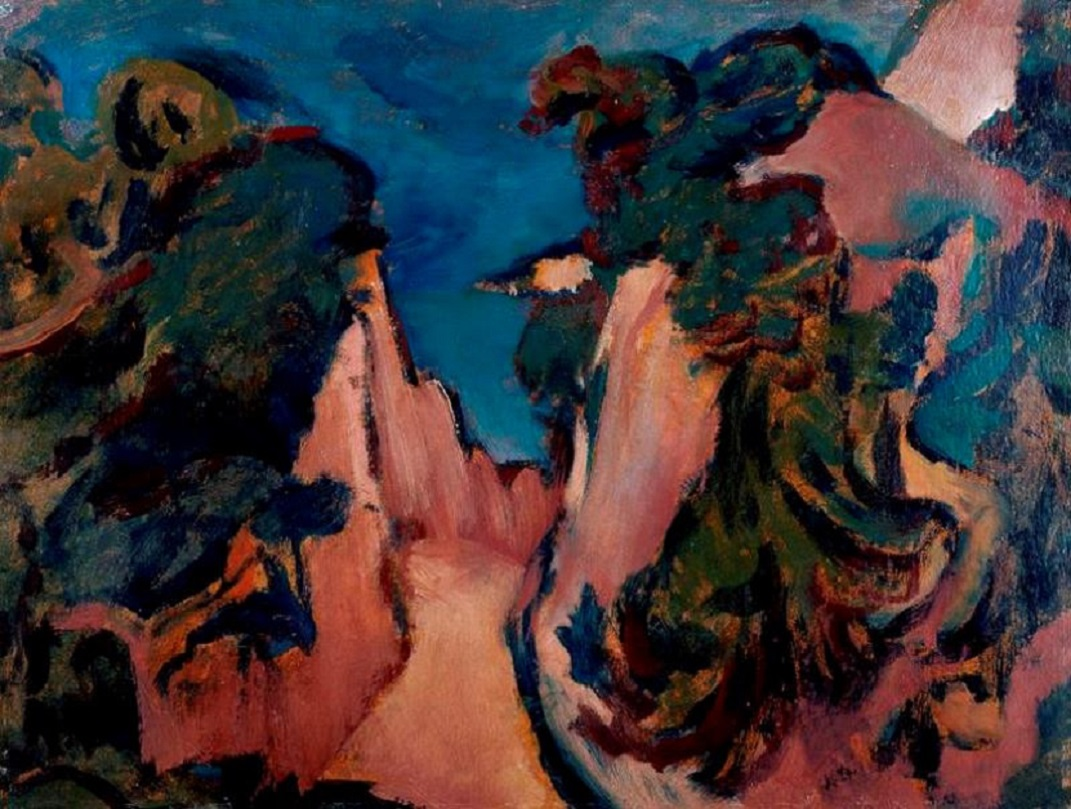
Jan Trampota Strž (1908)
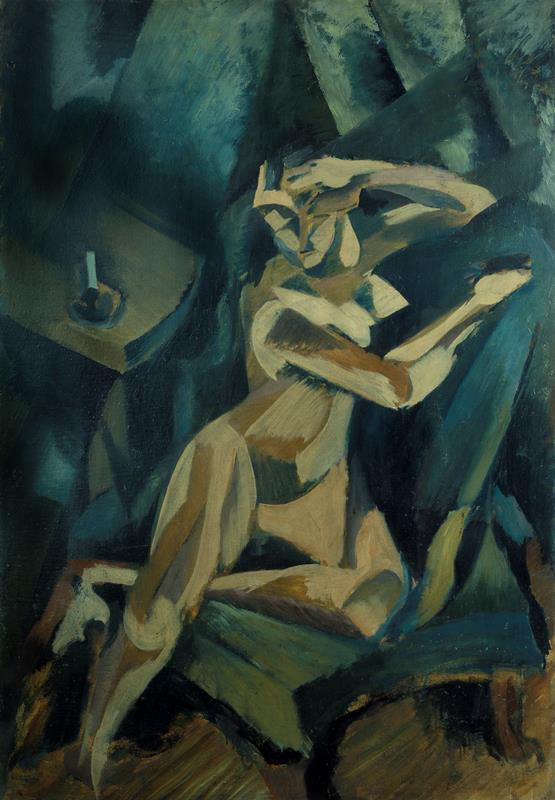
Jan Trampota V křesle (1912)
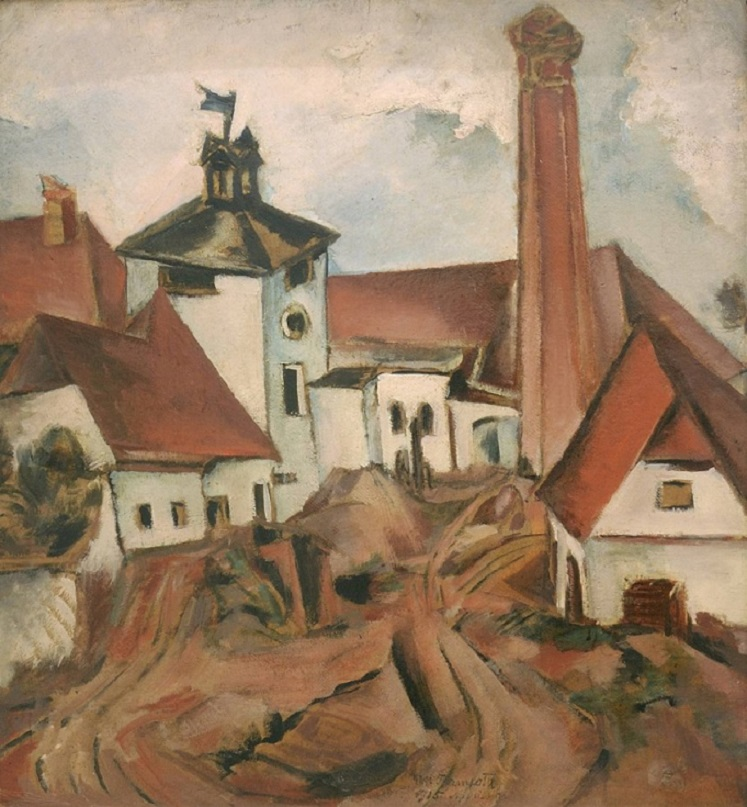
Jan Trampota Lihovar v Nové Vsi (1915)
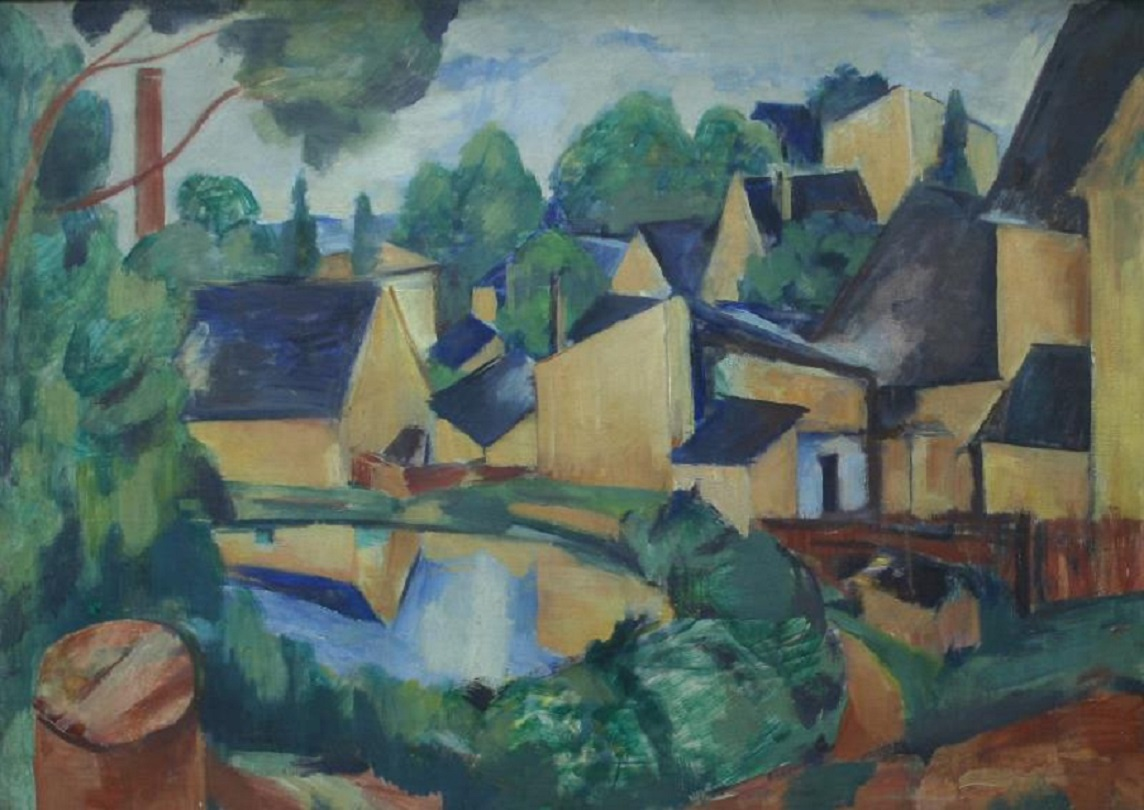
Jan Trampota Chotěboř (1915)
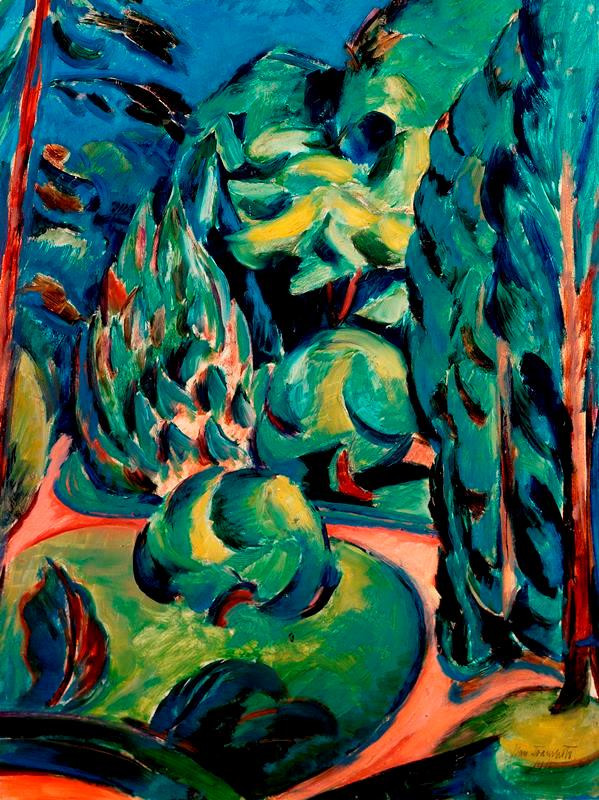
Jan Trampota Park v Nové Vsi (1915)
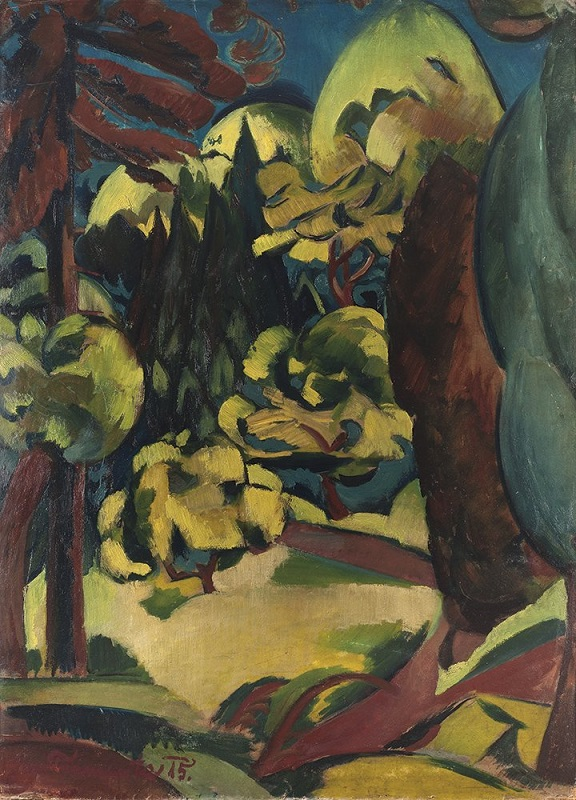
Jan Trampota Park v Nové vsi (1915)
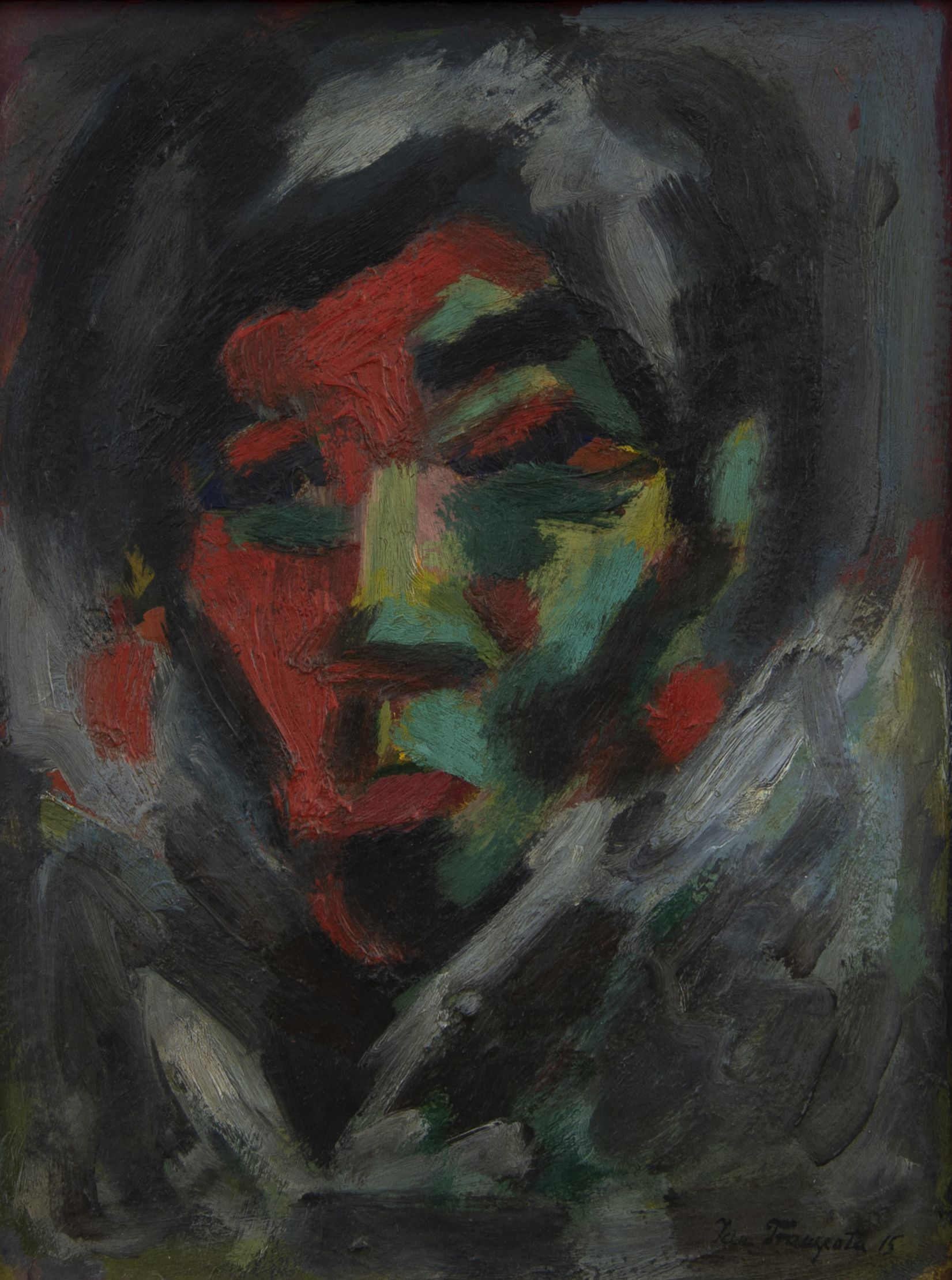
Jan Trampota Portrét ženy (1915)
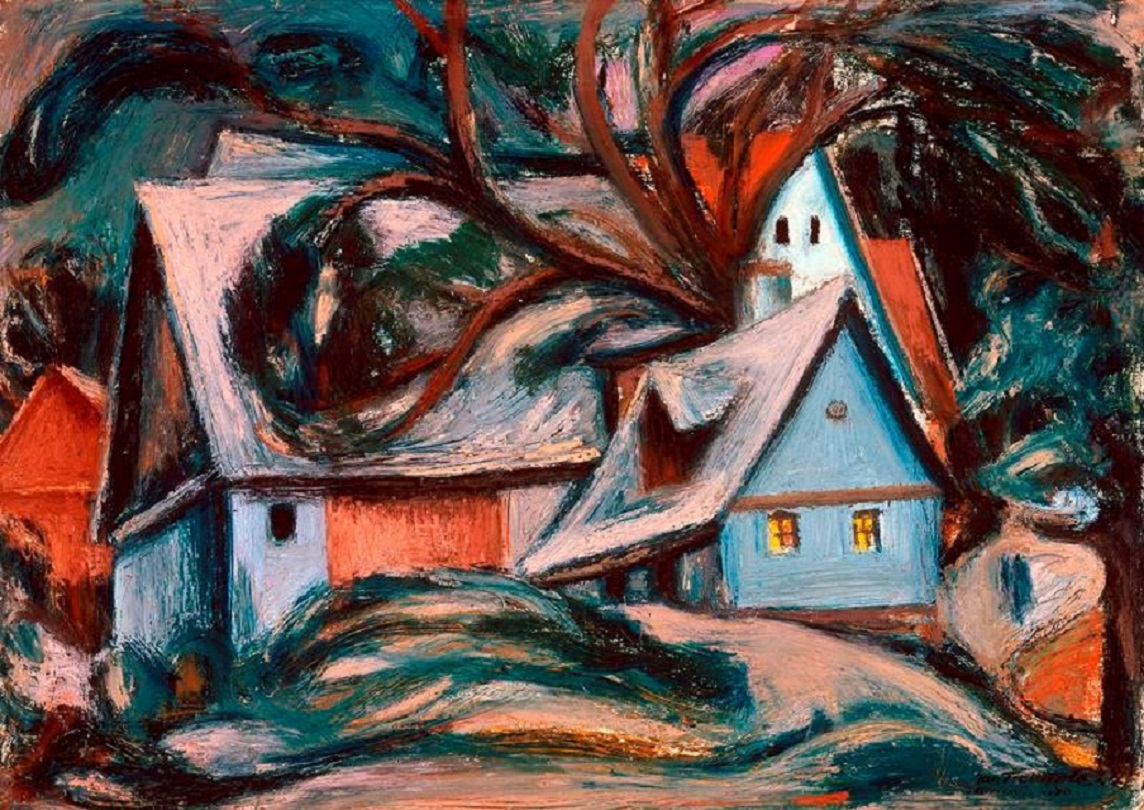
Jan Trampota Měsíčná noc (1924)
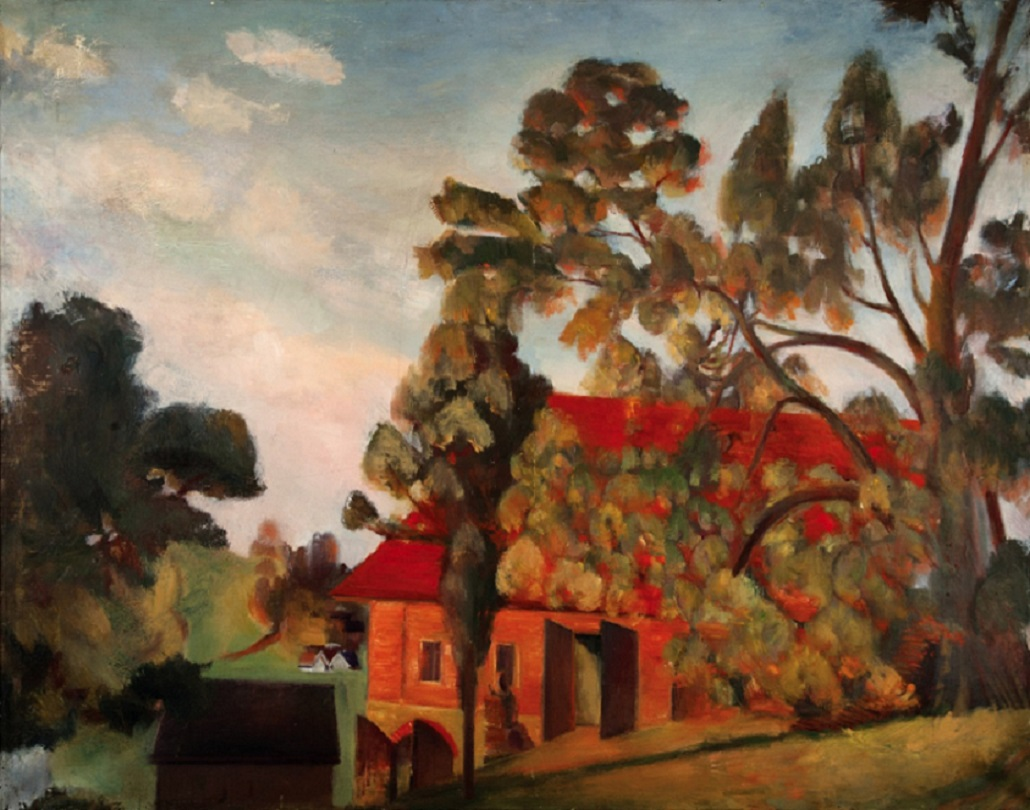
Jan Trampota Jasan od Petrů (1924)
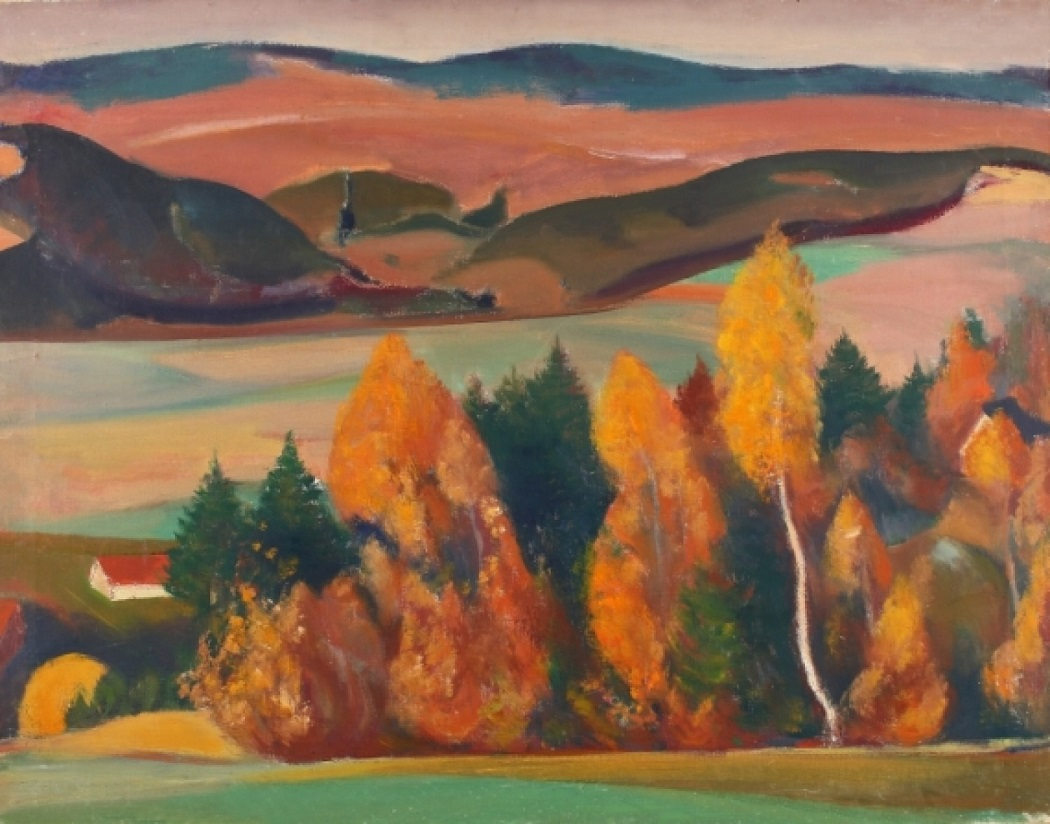
Jan Trampota Slatinské údolí
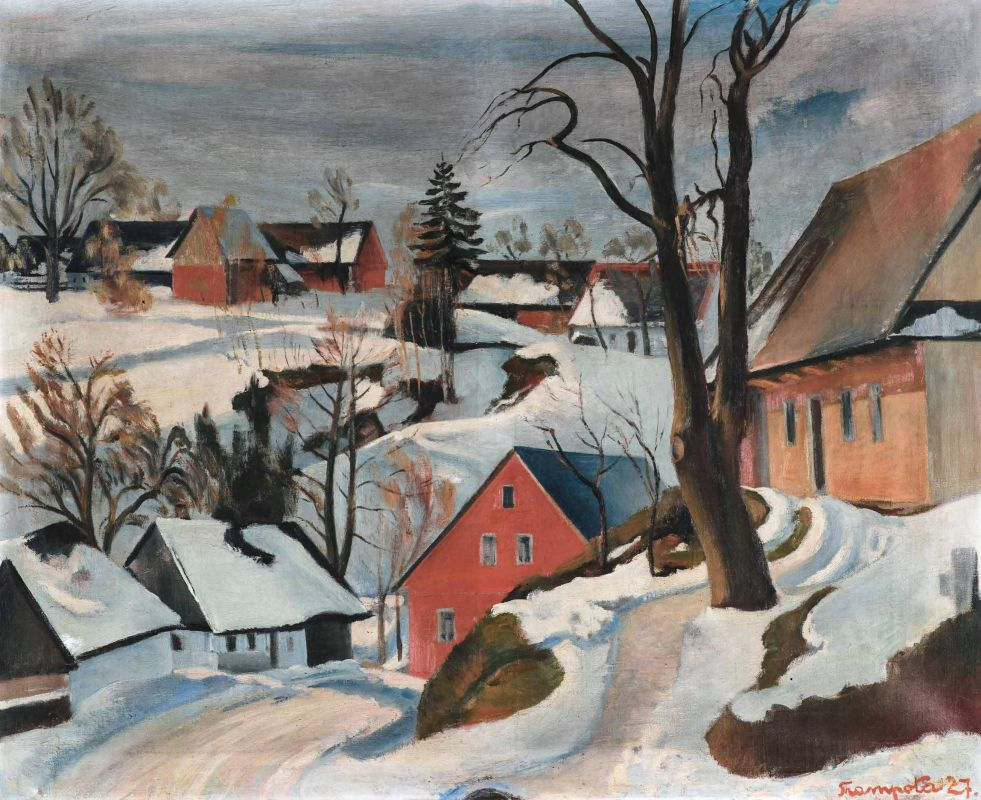
Jan Trampota Pěčín v zimě (1927)
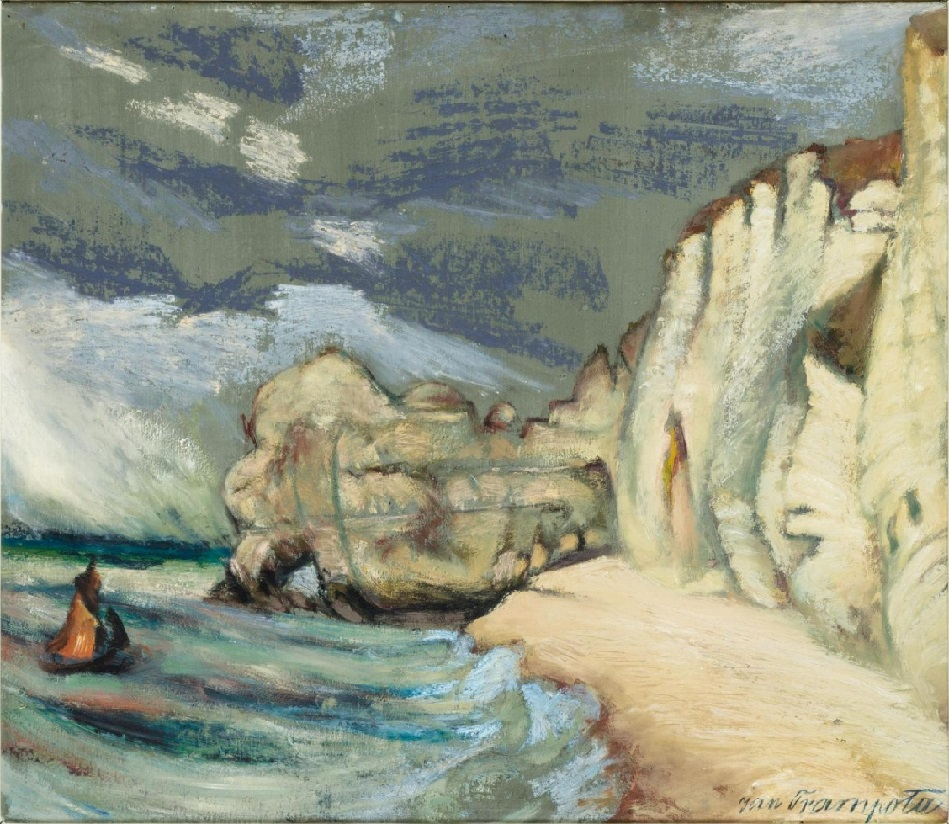
Jan Trampota Stříbrné skály u Étretatu
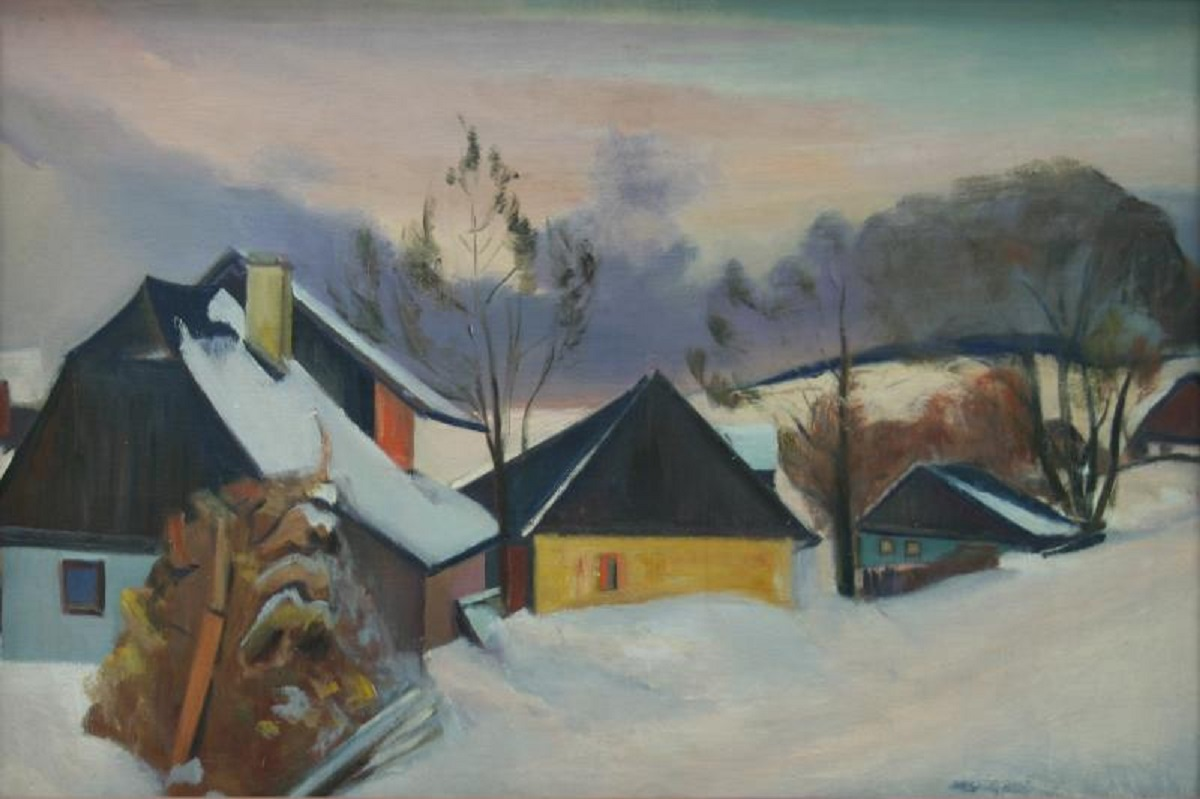
Jan Trampota Zima v Pečíně (1936)
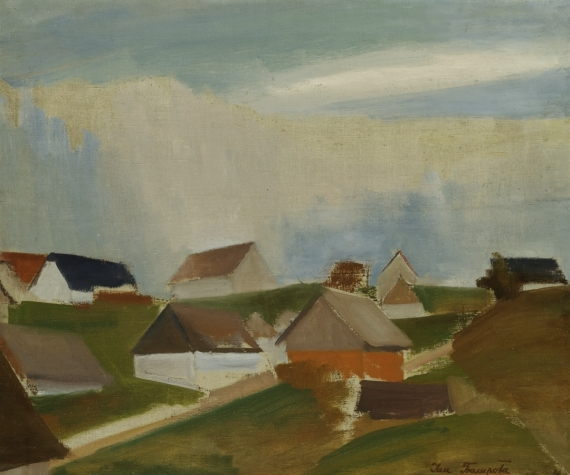
Jan Trampota Chalupa v Žampachu
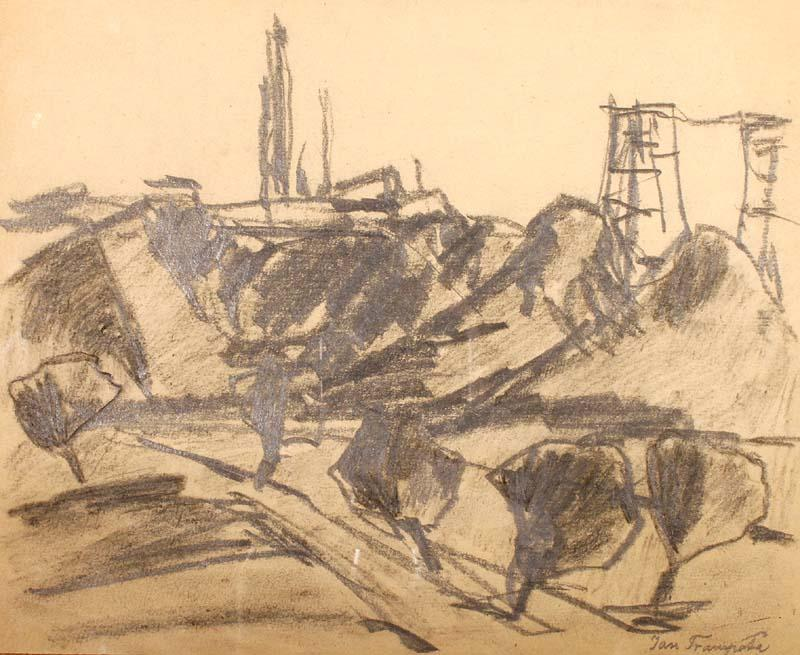
Jan Trampota Důl (kresba)
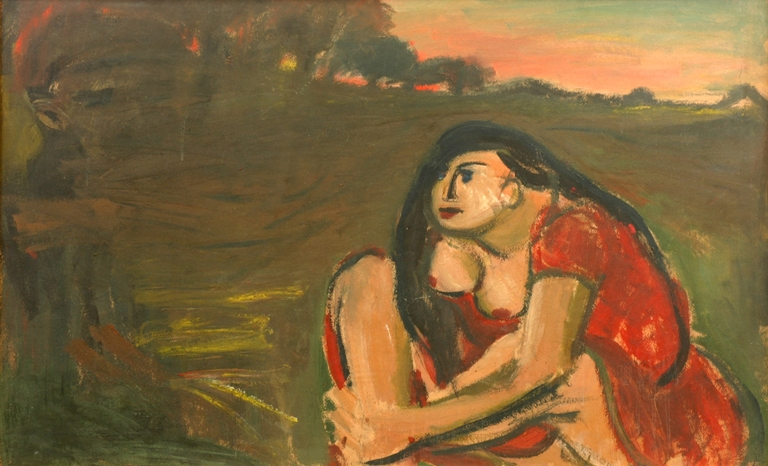
Jan Trampota Na louce (Divá Bára)